# Ovčí hubičky

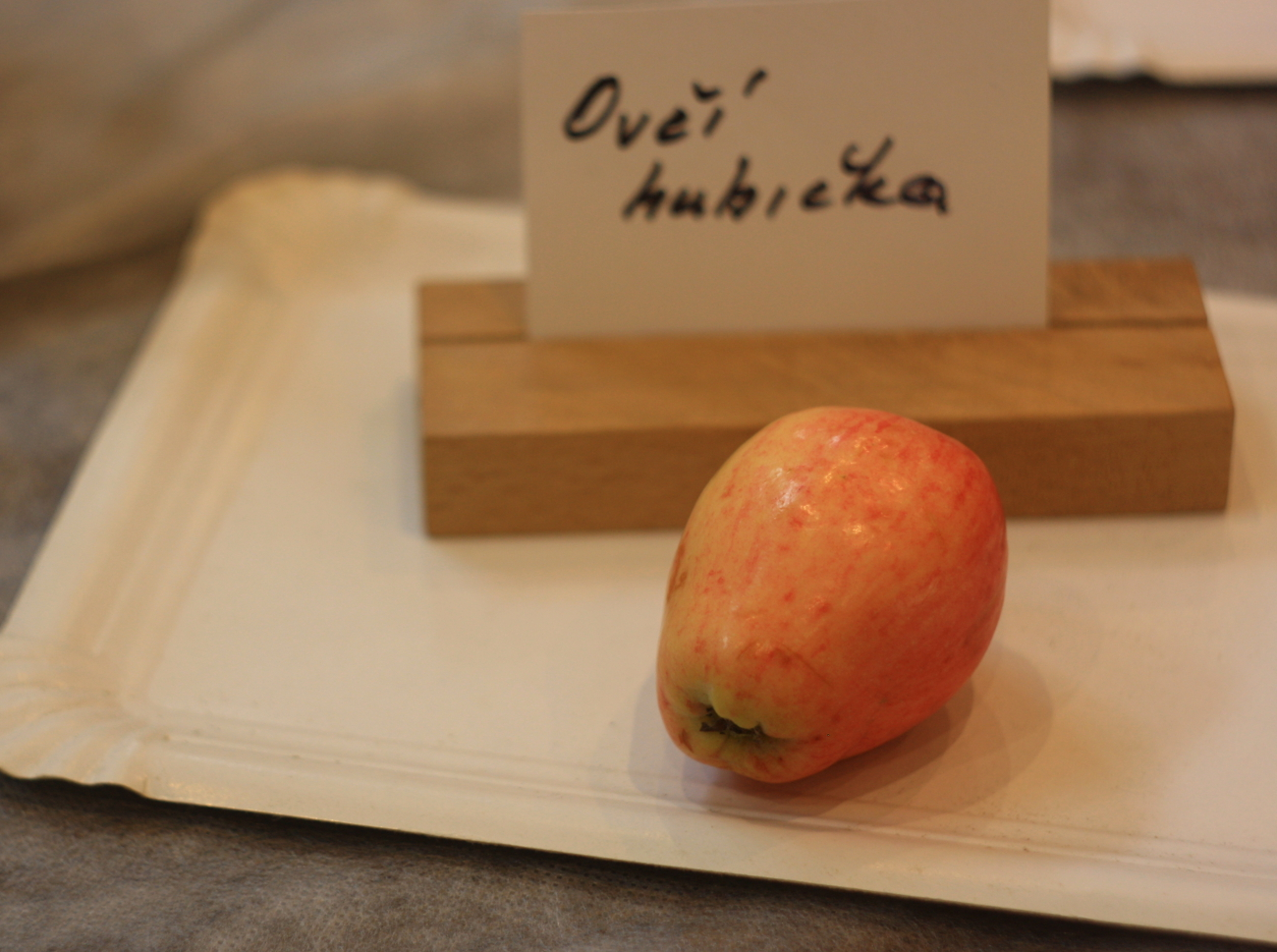
plod jabloně Ovčí hubička

Ovčí hubičky je odrůda jablek, která je velice stará. Tato odrůda je známá také pod jménem Kobylí huby, Ovčí čumáky nebo lví tlamy.

## Charakteristika
Je typická pro Olomoucký, Zlínský, Jihomoravský a Moravskoslezský kraj, kde byla dříve velice rozšířena. Jde o starou výbornou odrůdu, momentálně je ale velice ohrožena. Je v červeném statusu extrémní ohrožení, v Česku se nachází posledních pár stromů. Tuto odrůdu se snaží zachránit pár nadšenců z bílých Karpat – z Bojkovic a Boskovicka. Tato odrůda je vhodná na moštování a sušení, je velice odolná i do vyšších poloh. Jablko již podle názvu připomíná ovčí hlavu, od shora se zužuje. Zraje v říjnu a vydrží až do ledna. Tato odrůda vytváří velké stromy, které mají i převislé koruny. Odrůda je velice dlouhověká, dokáže růst i přes sto padesát let. Její momentálně největší nevýhodou je její dostupnost, která je tristní, ale poslední dobou se občas objevuje v nabídce. Je množená lidmi, kteří se zajímají o staré odrůdy a chtějí jejich záchranu. Dnes se především množí nové odrůdy, které jsou ve vyšším zájmu, ale mají mnohé nevýhody. Například novější odrůdy jabloní i při mírných květnových mrazících přicházejí téměř o všechny plody. Naopak tyto staré odrůdy plodí každoročně a mrazy v květu jim téměř vůbec nevadí.  